# Opera Garnier
Opera Garnier ili Pariška opera ili Palača Garnier (francuski: Opéra Garnier, Opéra de Paris, Palais Garnier) je operna kuća s 2200 sjedala građena od 1861. do 1875. godine za Parišku operu (do izgradnje Opere Bastille 1989., Opera Garnier bila je i dom Pariškom opernom baletu). 
Njezin je izvorni naziv bio Salle des Capucines, zbog svog položaja na Boulevard des Capucines u 9. arondismanu u Parizu, ali je ubrzo postala poznata kao Palača Garnier ili Opera Garnier, u znak priznanja njezinom arhitektu, Charlesu Garnieru. Naime, ta građevina u neo-baroknom stilu, tada najskuplja na svijetu, predstavlja remek-djelo arhitekture druge polovice 19. stoljeća. To je mišljenje daleko od jednoglasnoga; tako je švicarski arhitekt 20. stoljeća Le Corbusier jednom opisao ovaj stil kao „lažljivu umjetnost” i tvrdio da je „Garnierov pokret dekor groba”.
Ipak, Opera Garnier je „vjerojatno najpoznatija operna kuća na svijetu, simbol Pariza kao Notre Dame, Louvre, ili Bazilika Sacré-Cœur”.
Opera Garnier izgrađena je u sklopu velike obnove Pariza za vladavine cara Napoleona III. koji je ovlastio barona Haussmanna da nadgleda izgradnju. Charles Garnier pobijedio je na natječaju za projekt nove zgrade opere i baleta 1861., a izgradnja je trajala s prekidima do 1874. godine. 
Opera Garnier otvorena je 15. siječnja 1875. pod imenom Académie Nationale de Musique – Théâtre de l'Opéra (Nacionalna glazbena akademija – Kazalište Opere). Godine 1978. ime je promenjeno u Théâtre National de l'Opéra de Paris (Nacionalni teatar Pariške opere).
Visina zgrade je 56 metara s 32 m visokim pročeljem, duljine 154,9 m i širine 70,2 m na bočnim galerijama i 101,2 m na krajevima paviljona. Konstrukcija je željezna, a sakrivaju je zidovi, podovi, trezor i krov. Površina zgrade je 11.237 kvadratnih metara, a središnji luster teži više od 6 tona. Strop opere je 1964. ponovno oslikao Marc Chagall.
Opera Garnier je također i dom Muzejske knjižnice Pariške opere (Biblioteke-Musée de l'Opéra de Paris): njome više ne upravlja Opera, nego je dio Francuske nacionalne knjižnice (Bibliothèque Nationale de France).
- Istočna fasada i Pavillon des Abonnés
- Svečano predvorje Opere
- Veliko stubište
- Charles Gumery, Harmonija s vrha pročelja iz 1869. god.
- Jean-Baptiste Carpeaux, Ples s fasade Opere

## Vanjske poveznice
- Službena internet prezentacija
- Povijesne i nove fotografije  Arhivirana inačica izvorne stranice od 2. siječnja 2008. (Wayback Machine)